# Олівія Ді Бакко
Олівія Грейс Ді Бакко (англ. Olivia Grace Di Bacco; нар. 4 серпня 1992) — канадська борчиня вільного стилю, дворазова чемпіонка та дворазова бронзова призерка Панамериканських чемпіонатів, срібна та бронзова призерка Панамериканських ігор.

## Життєпис
Боротьбою почала займатися з 2009 року.
Виступає за «Brock Wrestling Club». Тренер — Марті Колдер (з 2011).

## Спортивні результати на міжнародних змаганнях

### Виступи на Чемпіонатах світу
| Змагання                        | Збірна | Вагова категорія          | Місце |
| ------------------------------- | ------ | ------------------------- | ----- |
| Чемпіонат світу з боротьби 2017 | Канада | жіноча боротьба, до 69 кг | 19    |
| Чемпіонат світу з боротьби 2018 | Канада | жіноча боротьба, до 68 кг | 5     |
| Чемпіонат світу з боротьби 2021 | Канада | жіноча боротьба, до 68 кг | 5     |
| Чемпіонат світу з боротьби 2023 | Канада | жіноча боротьба, до 68 кг | 18    |
| Чемпіонат світу з боротьби 2024 | Канада | жіноча боротьба, до 65 кг | 17    |

### Виступи на Панамериканських чемпіонатах
| Змагання                                   | Збірна | Вагова категорія          | Місце  |
| ------------------------------------------ | ------ | ------------------------- | ------ |
| Панамериканський чемпіонат з боротьби 2017 | Канада | жіноча боротьба, до 69 кг | Золото |
| Панамериканський чемпіонат з боротьби 2019 | Канада | жіноча боротьба, до 68 кг | Бронза |
| Панамериканський чемпіонат з боротьби 2020 | Канада | жіноча боротьба, до 68 кг | Бронза |
| Панамериканський чемпіонат з боротьби 2023 | Канада | жіноча боротьба, до 68 кг | 10     |
| Панамериканський чемпіонат з боротьби 2024 | Канада | жіноча боротьба, до 68 кг | Золото |

### Виступи на Панамериканських іграх
| Змагання                  | Збірна | Вагова категорія          | Місце  |
| ------------------------- | ------ | ------------------------- | ------ |
| Панамериканські ігри 2019 | Канада | жіноча боротьба, до 68 кг | Срібло |
| Панамериканські ігри 2023 | Канада | жіноча боротьба, до 68 кг | Бронза |

### Виступи на Кубках світу
| Змагання                    | Збірна | Вагова категорія | Місце |
| --------------------------- | ------ | ---------------- | ----- |
| Кубок світу з боротьби 2018 | Канада | команда          | 5     |

### Виступи на інших змаганнях
| Змагання                                     | Збірна | Вагова категорія          | Місце  |
| -------------------------------------------- | ------ | ------------------------- | ------ |
| Турнір міста Сассарі з боротьби 2014         | Канада | жіноча боротьба, до 69 кг | Бронза |
| Кубок Канади з боротьби 2014                 | Канада | жіноча боротьба, до 67 кг | Золото |
| Nordhagen Classics 2015                      | Канада | жіноча боротьба, до 69 кг | 5      |
| Кубок Канади з боротьби 2015                 | Канада | жіноча боротьба, до 69 кг | Бронза |
| Гран-прі Іспанії з боротьби 2015             | Канада | жіноча боротьба, до 69 кг | 20     |
| Турнір міста Сассарі з боротьби 2016         | Канада | жіноча боротьба, до 69 кг | Бронза |
| Кубок Канади з боротьби 2016                 | Канада | жіноча боротьба, до 69 кг | 4      |
| Міжнародний меморіал Білла Фаррелла 2016     | Канада | жіноча боротьба, до 69 кг | Золото |
| Міжнародний меморіал Дейва Шульца 2017       | Канада | жіноча боротьба, до 69 кг | Золото |
| Гран-прі Німеччини з боротьби 2017           | Канада | жіноча боротьба, до 69 кг | Золото |
| Кубок Канади з боротьби 2017                 | Канада | жіноча боротьба, до 69 кг | Срібло |
| Klippan Lady Open 2018                       | Канада | жіноча боротьба, до 68 кг | Бронза |
| Київський Міжнародний турнір з боротьби 2018 | Канада | жіноча боротьба, до 68 кг | Срібло |
| Кубок Канади з боротьби 2018                 | Канада | жіноча боротьба, до 68 кг | Бронза |
| Гран-прі Іспанії з боротьби 2018             | Канада | жіноча боротьба, до 68 кг | 5      |
| Відкритий чемпіонат Польщі з боротьби 2018   | Канада | жіноча боротьба, до 68 кг | 12     |
| Міжнародний меморіал Дейва Шульца 2019       | Канада | жіноча боротьба, до 68 кг | Золото |
| Klippan Lady Open 2019                       | Канада | жіноча боротьба, до 68 кг | 5      |
| Гран-прі Німеччини з боротьби 2019           | Канада | жіноча боротьба, до 68 кг | Золото |
| Турнір міста Сассарі з боротьби 2019         | Канада | жіноча боротьба, до 68 кг | 8      |
| Гран-прі Іспанії з боротьби 2019             | Канада | жіноча боротьба, до 68 кг | Бронза |
| Кубок Гранми і Серро-Пеладо з боротьби 2020  | Канада | жіноча боротьба, до 68 кг | Золото |
| Київський Міжнародний турнір з боротьби 2021 | Канада | жіноча боротьба, до 68 кг | Срібло |
| Меморіал Маттео Пелліконе 2021               | Канада | жіноча боротьба, до 68 кг | Бронза |
| Турнір Яшара Догу 2021                       | Канада | жіноча боротьба, до 68 кг | Золото |
| Відкритий чемпіонат Загреба з боротьби 2023  | Канада | жіноча боротьба, до 68 кг | 13     |
| Klippan Lady Open 2023                       | Канада | жіноча боротьба, до 68 кг | Золото |
| Турнір К. У. Кожомкула і Р. Санатбаєва 2023  | Канада | жіноча боротьба, до 68 кг | 5      |
| Гран-прі Іспанії з боротьби 2023             | Канада | жіноча боротьба, до 68 кг | Срібло |
| Меморіал Імре Поляка та Яноша Варги 2023     | Канада | жіноча боротьба, до 68 кг | 5      |
| Меморіал Маттео Пелліконе 2024               | Канада | жіноча боротьба, до 68 кг | Срібло |
| Відкритий чемпіонат Польщі з боротьби 2024   | Канада | жіноча боротьба, до 68 кг | Срібло |
| Кубок Валамара 2024                          | Канада | жіноча боротьба, до 68 кг | Золото |
| Міжнародний меморіал Білла Фаррелла 2024     | Канада | жіноча боротьба, до 68 кг | Золото |